# Un autre monde : Contre le fanatisme du marché
Pour les articles homonymes, voir Un autre monde.
Un autre monde : Contre le fanatisme du marché (Making Globalization Work) est un livre du Prix Nobel d'économie Joseph Stiglitz publié septembre 2006 en France (Fayard) et en août 2006 sous son titre anglais Making Globalization Work (W. W. Norton & Company).

## Résumé
Joseph Stiglitz traite du capitalisme en adoptant une position réformiste. Il considère que « une mondialisation bien gérée [...] peut beaucoup apporter aux pays en développement comme aux pays développés ».
L'auteur part de deux observations : premièrement, que la mondialisation a souvent été mal gérée, avec une préférence à la croissance sur le respect de l'environnement, et une imposition des règles libérales anglo-américaines à des pays qui ne correspondaient pas à ce moule ; ensuite, que la mondialisation a accentué la pauvreté dès lors qu'on ne prend pas en compte la Chine.
L'économiste propose ensuite des pistes afin de rendre le capitalisme plus juste et équitable.